# Karl Thomas Mozart
Karl Thomas Mozart, født 21. september 1784 i Wien, død 31. oktober 1858 i Milano, søn af Wolfgang Amadeus Mozart og hustru Constanze Mozart, født Weber. Han var en østrigsk embedsmand og var sammen med broderen Franz Xaver Wolfgang Mozart de eneste af Mozart-parrets 6 børn, som overlevede den tidligste barndom.
Efter faderens død i 1791 blev Karl sat i pleje hos en gymnasielærer i Prag, der også gav Karl musikundervisning. I 1797 kom han i lære i et handelshus i Livorno, men arbejdet fængede ham ikke i længden, og i 1805 flyttede han til Milano for at studere musik hos Bonifazio Asioli, der var blevet ham anbefalet af Joseph Haydn.
Efter ca. tre års studier opgav han den musikalske løbebane og indtrådte i den østrigske statstjeneste i Milano, hvor han resten af livet førte et beskedent liv som bogholder. 
Karl Mozart forblev ugift og efterlod sig ikke børn. Med ham uddøde Mozarts direkte efterslægt.
Som barn blev han sammen med broderen malet af den danske portrætmaler Hans Hansen, der kom i hjemmet hos Constanze Mozart og hendes samlever og senere ægtemand, den danske diplomat Georg Nicolaus Nissen.